# Waipawa
Waipawa est la seconde plus grande ville dans district de Central Hawke's Bay à l’est de l ‘île du Nord de la Nouvelle-Zélande.

## Population
La ville avait, au recensement de 2013, une population de 1 965 habitants,soit un changement de 2,2 % par rapport à celui de 2006.

## Situation
La ville est située à 7 km au nord-est de la ville de Waipukurau et à 46 km au sus-ouest de la ville de Hastings, sur la berge nord de la rivière Waipawa, un affluent du fleuve  Tukituki , .

## Histoire
La ville de Waipawa fut fondée au début des années 1860 et le ‘Settler's Museum’ expose de nombreuses collections historiques concernant sa fondation.
Elle contient de nombreuses des fonctions principales du conseil du district de «Central Hawke's Bay District Council», et elle a la particularité d’être la plus ancienne installation européenne à l’intérieur de Nouvelle-Zélande.

## Toponymie
Waipawa était à l’origine appelée ‘Abbotsford’.

## Installations
Il y a aussi un jardin d’enfant nommé ainsi ‘Abbotsford’ dans Waipawa.